# Ferdl Kerber
Ferdl Kerber (ur. 28 maja 1928 w Ehrwald, zm. 21 maja 1977 tamże) – austriacki skoczek narciarski, uczestnik mistrzostw świata.

## Kariera
W czasie II wojny światowej Kerber służył jako żołnierz. Przygodę ze sportem zawodowym rozpoczął od narciarstwa biegowego, ale ostatecznie wybrał skoki narciarskie.
Na arenie międzynarodowej zadebiutował podczas 1. Turnieju Czterech Skoczni w 1953 roku, w którym zajął 13. miejsce w klasyfikacji generalnej. Wynik ten powtórzył rok później – w sezonie 1953/1954. W 1954 roku wziął udział w mistrzostwach świata w szwedzkim Falun, które zakończył na dalekiej 39. pozycji. W sezonie 1954/1955 ponownie wystartował w Turnieju Czterech Skoczni, uzyskując najlepsze w swojej karierze, 11. miejsce w pojedynczych zawodach - wynik zanotował w Bischofshofen; w klasyfikacji łącznej był 15.
W 1955 roku Kerber zajął wysokie, ósme miejsce w próbie przedolimpijskiej na skoczni w Cortinie d’Ampezzo. W kolejnym sezonie prezentował się jednak poniżej oczekiwań - wystartował tylko w niemieckiej części 4. Turnieju Czterech Skoczni, zajmując odległe lokaty i nie został włączony do austriackiej kadry na Zimowe Igrzyska Olimpijskie w 1956 roku. Dyspozycję poprawił w rok później, zajmując 24. miejsce w klasyfikacji łącznej 5. Turnieju Czterech Skoczni. Wystartował jeszcze w niemieckiej części szóstej edycji turnieju, ale po nieudanych kwalifikacjach wewnętrznych do mistrzostw świata w Lahti w 1958 roku zakończył sportową karierę.
Po zakończeniu kariery, Kerber prowadził własną firmę, a w zimie pracował jako instruktor narciarstwa w swoim rodzinnym mieście Ehrwald. Ożenił się i miał dwie córki. W 1977 roku zmarł na ciężką chorobę w wieku 52 lat.